# La Secuita
La Secuita ist eine katalanische Gemeinde mit 1.828 Einwohnern (Stand: 2024) in der Provinz Tarragona im Nordosten Spaniens. Sie liegt in der Comarca Tarragonès. Neben dem Hauptort La Secuita besteht die Gemeinde aus den Ortschaften Argilaga, Les Gunyoles und Vistabella sowie weiteren Weilern.

## Geographische Lage
La Secuita liegt etwa elf Kilometer nordnordöstlich vom Stadtzentrum von Tarragona und knapp 110 Kilometer westsüdwestlich von Barcelona in einer Höhe von ca. 170 m.

## Bevölkerungsentwicklung
| Jahr      | 1970 | 1981 | 1991 | 2001 | 2011 | 2021 |
| Einwohner | 733  | 914  | 926  | 1145 | 1582 | 1728 |

## Sehenswürdigkeiten
- Kreuzkirche (Iglesia de Sagrado Corazón de Jesùs) in Vistabella
- Rochuskirche (Iglesia de San Roque) in Argilaga
- Marienkirche (Iglesia de Santa María) in La Secuita
- Fructuosuskirche (Iglesia de San Fructuós) in Les Gunyoles
- Rathaus

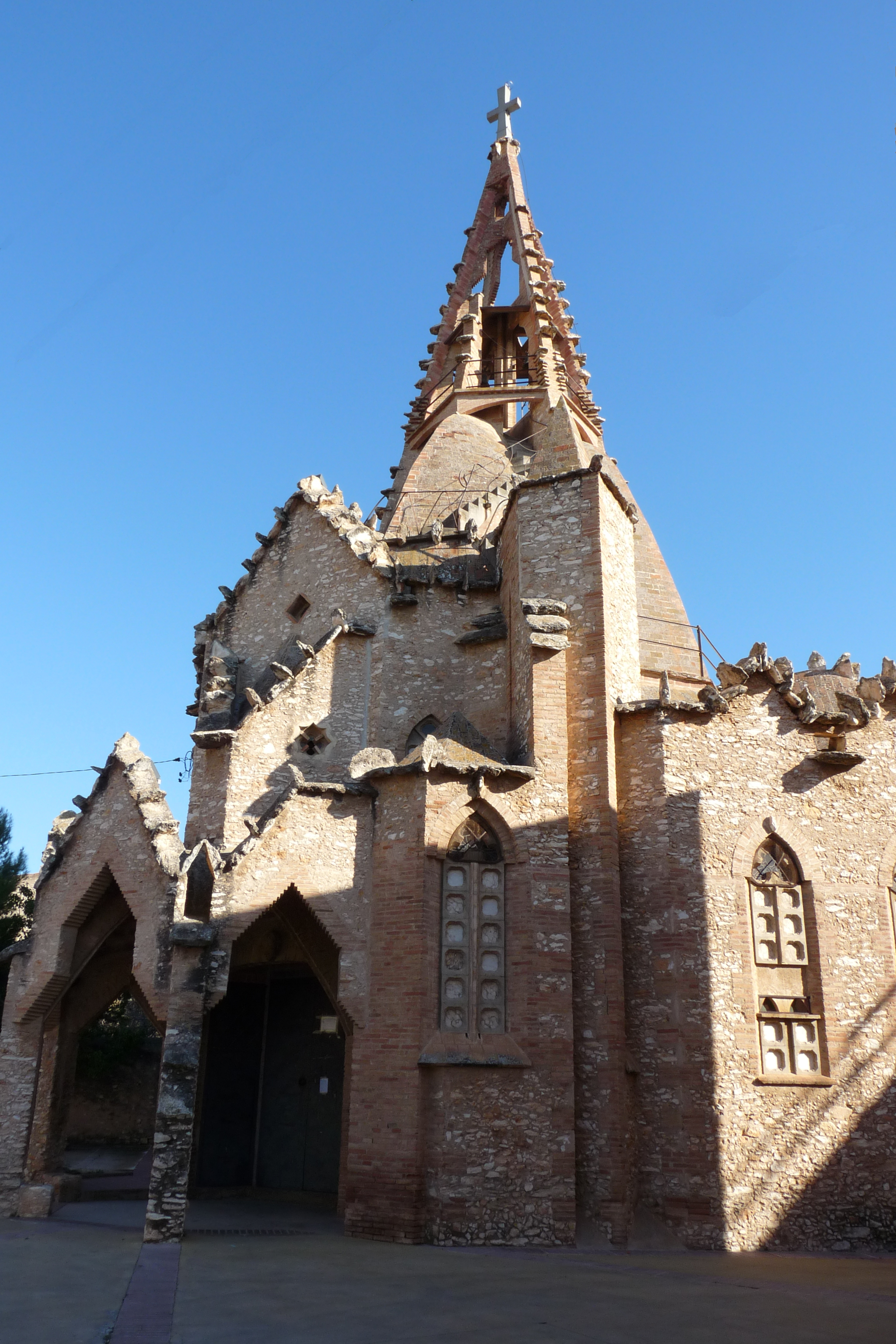
Kreuzkirche
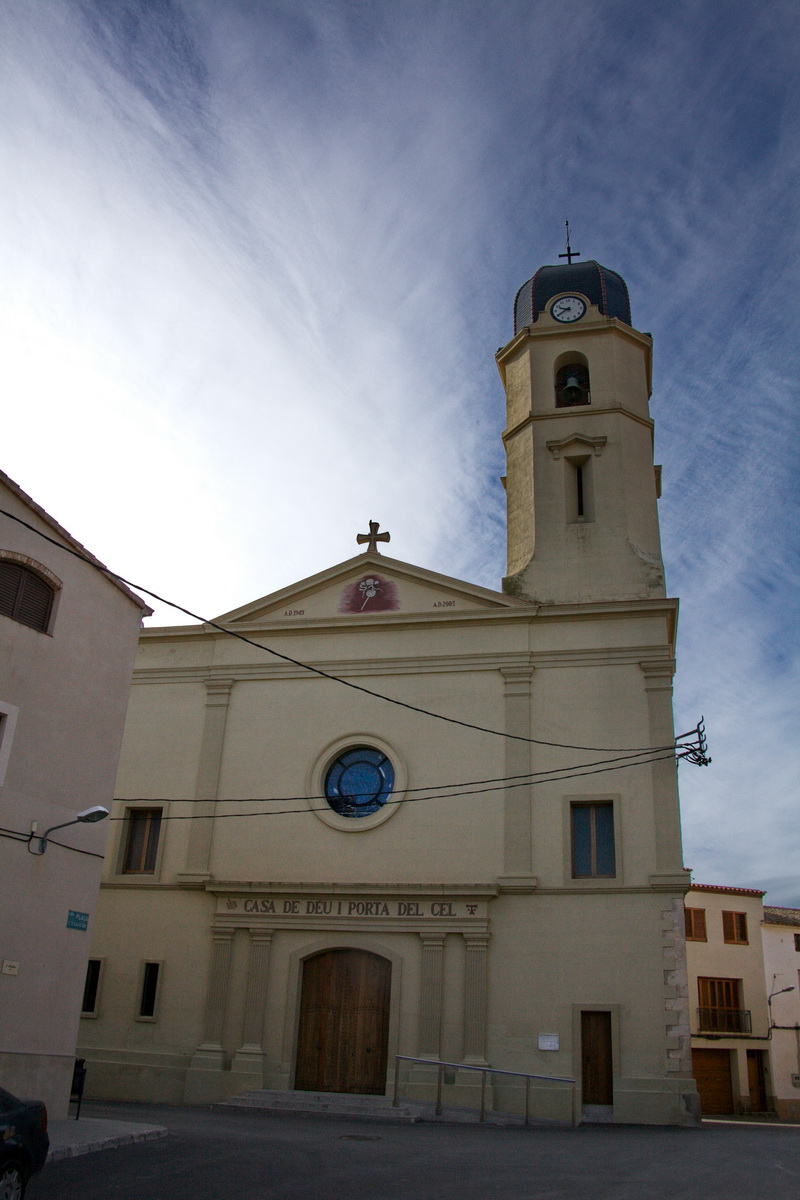
Rochuskirche
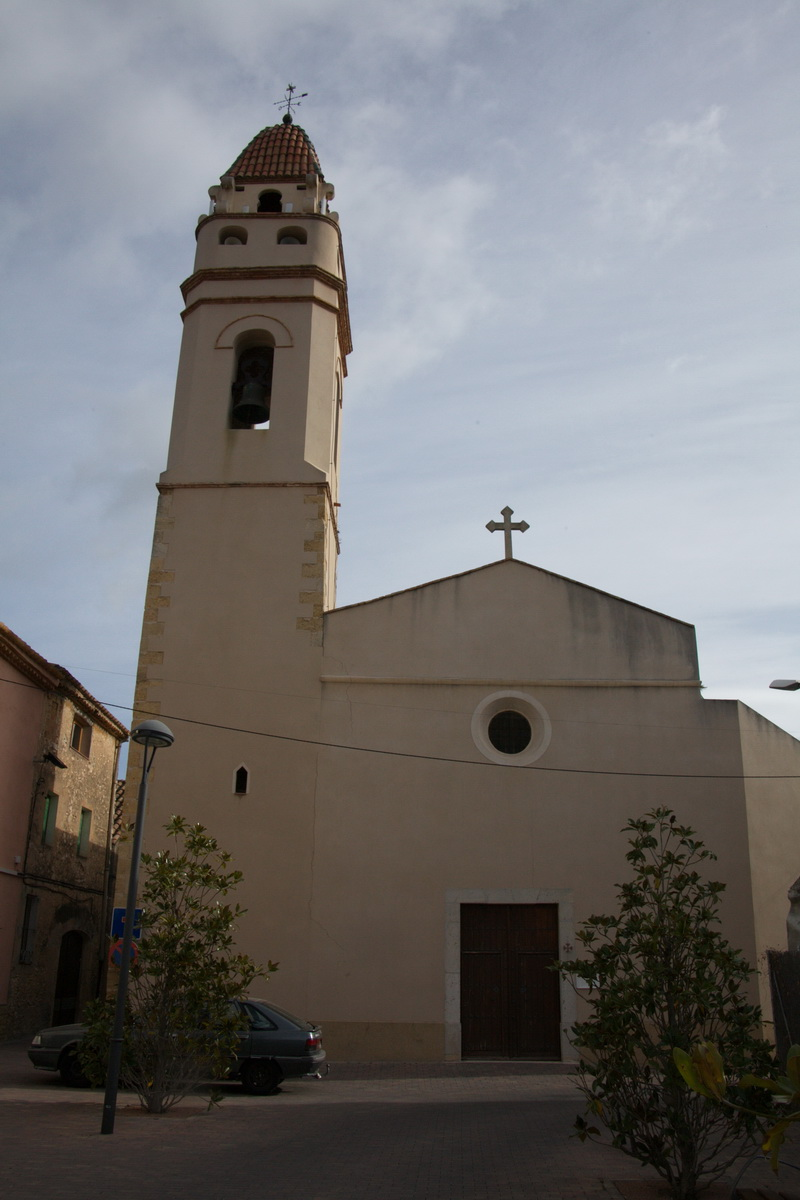
Marienkirche
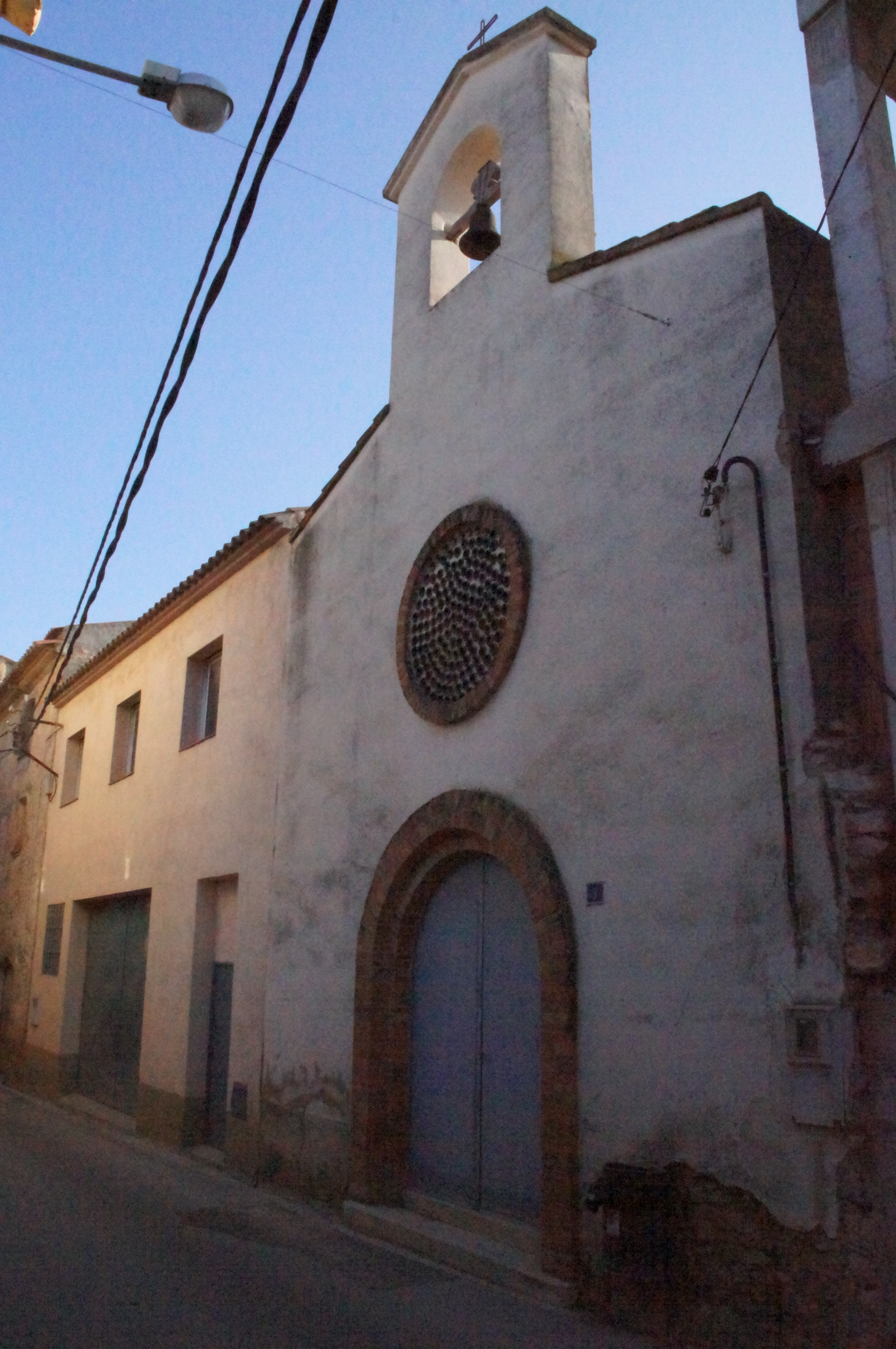
Fructuosuskirche
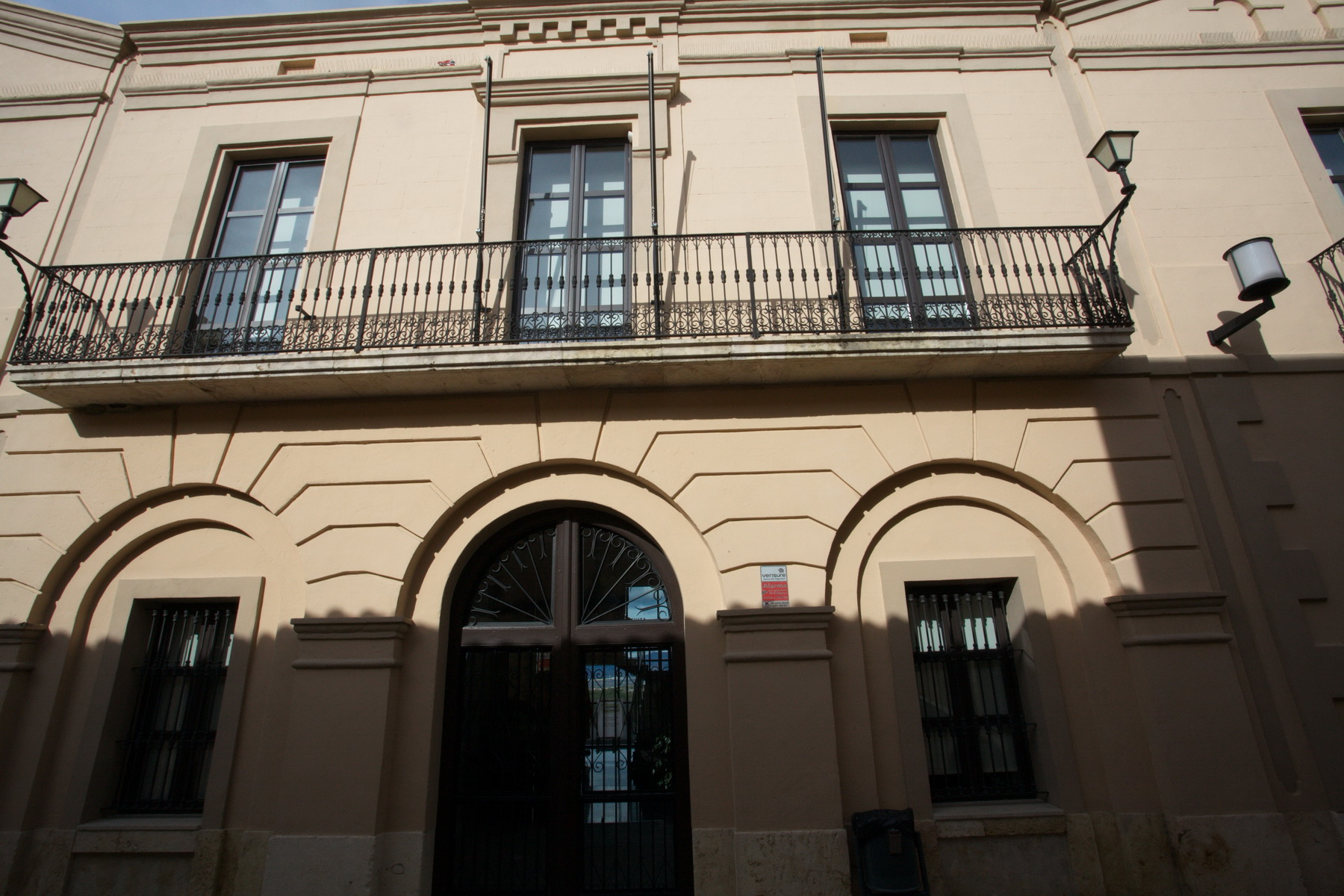
Rathaus